# Кронеберг Іван Якович
Іва́н Я́кович Кронеберг (Йоган-Християн) (* 19 лютого (1 березня) 1788 — † 19 (31) жовтня 1838) — статський радник, філолог, працював у Харківському університеті з 1819 по 1838 рік, його ректор в 1826—1829 — по В. Я. Джунковському та по М. І. Єллинському — 1833—1836 роках. Кавалер ордена святого Володимира 4 ступеня — 1819.

## Життєпис
Народився в Москві у сім'ї священика, у 1800—1814 роках жив у Німеччині, закінчив педагогічний заклад міста Галле 1805 року, в цьому часі вчився під орудою професора Німейєра, потому заврешив студії в Єнському університеті. В університеті вивчав юриспруденцію, філософію та літературу.
1806 року перериває навчання через Французьку кампанію, служив у війську маршала Дюрока.
1807 — доктор філософії, обраний членом Ієнського латинського товариства, в 1814 — членом Ієнського Великогерцогського Мінералогічного товариства. Після повернення до Росії призначений директором Московського комерційного училища, посаду обіймав до початку 1818 року.
У 1819 році обраний та затверджений ад'юнктом Харківського університету — кафедра латинської словесності та старожитностей. З 1820 — екстраординарний, з 1821 — ординарний професор університету.
1822 року ревізував школи в Воронезькій, Курській та Орловській губерніях.
Читав курси давніх і нових мов, античної історії та філології, естетики. Видав як навчальні посібники окремі твори Горація, Саллюстія, Тацита, Цицерона з коментарями. Ним випущені латинська граматика, словник, посібник з історії та старожитностей Римської імперії, наукові статті з історії естетики. «Латинська граматика» і «Латинський лексикон» використовувалися в середніх і вищих навчальних закладах. Біля семи років був членом ученої ради.
З його подання засновано студентську бібліотеку, приведений до порядку Мюнц-кабінет; складено описи монет, впорядковано прийом студентів, проведені реформи інституту казеннокоштних студентів. 1834 ним представлений проект створення педагогічного інституту при Харківському університеті. Активний учасник, потім голова Філотехнічного товариства.
Заснував журнал «Амалтея, или Собрание сочинений и переводов, относящихся к изящным искусствам и древней классической древности», в ньому друкувалися матеріали про пластичне мистецтво греків та римлян, римські завоювання, також про прозовий переклад «Іліади» Гомера.

### Серед виданих творів
- «Про обряди та звичаї древніх римлян», 1818;
- «Латинсько-російський лексикон», 1819, в 1876 році вийшло друком 8-е видання,
- «Латинська граматика», 1820,
- «Antiquitates Romanae in usum praelectionum suarum adumbravit», 1823;
- «Taciti Annalium», 1823;
- «Quinti Horatii Flacci epistola ad Augustum, commentario perpetuo illustravit», 1823;
- «Про завоювання римлян», 1824,
- «Амалтея, чи Зібрання творів та перекдадів, що відносяться до витончених мистецтв та древньої класичної словесності» (2 частини, 1825—1826,
- «Compendium antiquitatum romanarum», 1827;
- «Censura ingenii et morum A. Persii Flacci», 1830;
- «Caji Crispi Sallustii de Catilinae conjuratione liber, commentario perpetue illustravit», 1830;
- 10 книжок брошур, 1830—1833,
- «Характеристика древніх греків та римлян», 1838.